# 60.ª Brigada Mecanizada Independiente (Ucrania)
60.ª Brigada Ingulets Mecanizada Independiente: es una unidad militar del Cuerpo de Reserva de las Fuerzas Armadas de Ucrania.

Insignia de la 60.ª Brigada Mecanizada

## Historia
A fines de febrero de 2016, la brigada participó en ejercicios militares en la región de Jersón. La mayoría de sus militares ya han pasado por operaciones militares en el Este de Ucrania. Durante los ejercicios, entre otras cosas, dominaron los sistemas de artillería actualizados.

## Participación en la guerra ruso-ucraniana
El 1 de abril de 2022, se supo que los militares de la 60.ª Brigada Mecanizada liberaron 11 asentamientos en la región de Jersón de los ocupantes rusos.
Por decreto del presidente de Ucrania No. 606/2022 del 24 de agosto de 2022, la brigada recibió el nombre honorífico de "Inguletska".
A principios de septiembre de 2022, el 60.ª Brigada Mecanizada participó en la liberación de Visokopill y Olgany.
El 8 de septiembre de 2022, el presidente destacó los méritos de la brigada en el sur de Ucrania, que avanza consistentemente en nuestras posiciones”, dijo el presidente.
En diciembre de 2022, el presidente de Ucrania entregó a la brigada un estandarte de combate.

## Estructura
- Cuartel General
- 1 Batallón de tanques
- 1 Batallón Mecanizado
- 2 Batallón Mecanizado
- 3 Batallón Mecanizado
- Grupo de artillería de brigada
- División de artillería y misiles antiaéreos
- Compañía de inteligencia
- Compañía Independiente de francotiradores.
- Compañía Médica

## Comandante
- Coronel Viktor Anatoliyovych Skaternoi

## Enlace
- Esta obra contiene una traducción  derivada de «60-та окрема механізована бригада (Україна)» de Wikipedia en ucraniano, concretamente de esta versión, publicada por sus editores bajo la Licencia de documentación libre de GNU y la Licencia Creative Commons Atribución-CompartirIgual 4.0 Internacional.